# Världssystemteori

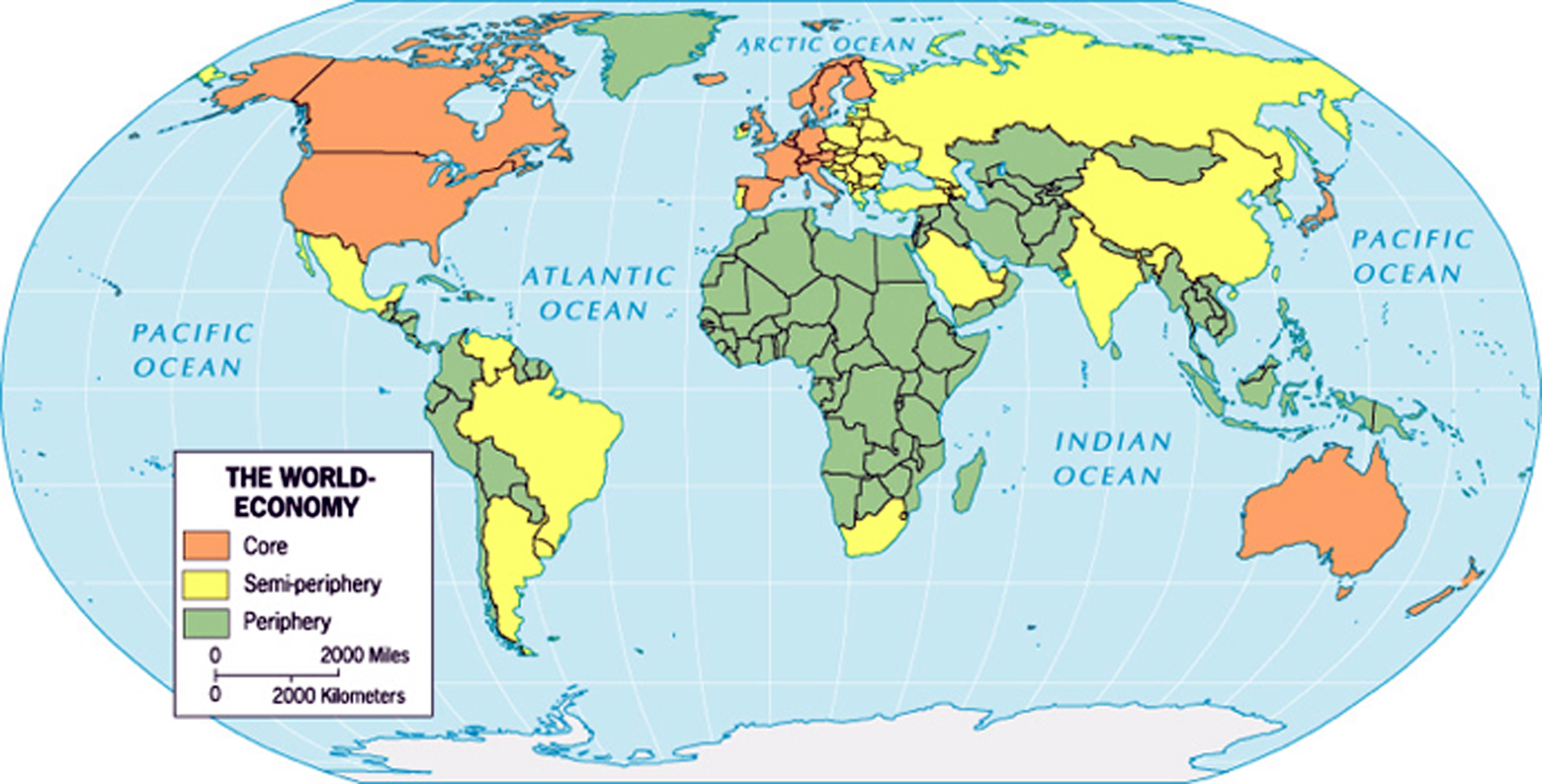
Det globala väst, och det globala syd som det vanligen brukar benämnas i globaliseringsstudier är här uppdelat i kärna, semi-periferi och periferi.

Världssystemteorin, även kallad världssystemsanalysen, är en sociologisk teori utvecklad av bland andra Immanuel Wallerstein.
Till skillnad mot vissa tidigare sociologiska teorier vilka fokuserade på en mer omedelbart samhällelig nivå, när de presenterade generella modeller för sociala förändringar, så undersöker världssystemteorin relationerna mellan samhällen (och den efterföljande förändring som sker i dem). Teorin utvecklades främst av Wallerstein, Samir Amin, Giovanni Arrighi och Andre Gunder Frank som en reaktion till de många nya aktiviteterna i den kapitalistiska världsekonomin under 1970-talet. Världssystemteorin hämtar sina idéer från två huvudsakliga intellektuella källor: den neomarxistiska litteraturen om utveckling och den franska Annales-skolan och Fernand Braudel.
I Wallersteins publikation 1987, World-System Analysis, proklamerar han att världssystemteorin är "a protest against the way in which social scientific inquiry is structured for all of us at its inception in the middle of the nineteenth century." Han fortsätter med att kritisera beroendeskolans teoribildning, och hävdar i kontrast till denna att världen är alltför komplicerad för att klassificeras i ett bimodalt system; ett system med endast centrum och periferi. Wallerstein argumenterar istället för att tillföra en tredje nivå; enligt modellen, centrum-semiperiferi-periferi. 
Det finns många sätt att kategorisera ett specifikt land i centrum-semiperiferi-periferi.
Användande av en empiriskt baserad formell definition av dominans i relationer mellan två länder, Piana definierade "centrum" som fria länder dominerande andra länder utan att själva vara dominerade. 
"Semiperiferi" – länder som är dominerade vanligtvis men inte nödvändigtvis av centrum medan de i sin tur dominerar andra, vanligtvis länder i periferin. 
Slutligen "periferi" är länder som domineras.